# Parsons Harbour
Parsons Harbour est une localité canadienne située sur l'île de Terre-Neuve dans la province de Terre-Neuve-et-Labrador.

## Géographie
La localité de Parsons Harbour est située sur la baie Rencontre. Elle est à environ deux kilomètres seulement de la localité de Rencontre West et à une dizaine de kilomètres de celle de François